# 八戸市立三条中学校
八戸市立三条中学校（はちのへしりつさんじょうちゅうがっこう）は、青森県八戸市大字尻内町にある公立中学校。

## 沿革
- 1947年（昭和22年）4月21日 - 上長苗代村立三条中学校として、三条小学校と併設して開校する。
- 1950年（昭和25年）4月5日 - 五日制授業を施行する。
- 1953年（昭和28年）2月2日 - 校舎を上長苗代大字根市字下根市に移転する。
- 1955年（昭和30年）4月1日 - 上長苗代村と八戸市の合併に伴い、現名称（八戸市立三条中学校）に改称する。
- 1957年（昭和32年）11月16日 - 創立10周年記念式典並びに祝賀会の挙行及び校歌を制定する。
- 1961年（昭和36年）7月10日 - 地名変更に伴い、現在の地名（八戸市大字尻内町字中根市2番地）となる。
- 1965年（昭和40年）4月1日 - 校訓を制定する。
- 1979年（昭和54年）11月19日 - 健康教育優良校に指定される。
- 1997年（平成9年）11月15日 - 創立50周年記念式典並びに祝賀会を挙行する。
- 2007年（平成19年）11月9日 - 創立60周年記念式典並びに祝賀会を挙行する。
- 2017年（平成29年）10月7日 - 創立70周年記念式典並びに祝賀会挙行。同日、記念誌発刊。

## 生徒数
| 学年 | 1年 | 2年 | 3年 | 特別支援 | 合計 |
| ---- | --- | --- | --- | -------- | ---- |
| 学級 | -   | -   | -   | -        | -    |
| 生徒 | 100 | 97  | 78  | -        | 275  |

- 2022年（令和4年）度時点。

## 部活動
- 野球部
- サッカー部
- 陸上部
- 剣道部
- バレーボール部
- 卓球部
- テニス部
- 吹奏楽部
- 美術部

## 通学区域
- 八戸市立三条小学校の通学区域
  - 矢沢
  - 三条目
  - 笹ノ沢
  - 張田
  - 大仏
  - 正法寺
- 八戸市立西園小学校の通学区域
  - 東一番町
  - 東二番町
  - 一番町
  - 尻内
  - 穂園町
  - JR前河原